# Cheers (Drink to That)
Cheers (Drink to That) je píseň barbadoské zpěvačky Rihanny z jejího pátého alba nazvaného Loud. Song sampluje úspěšnou píseň Avril Lavigne I’m With You.. Na konci roku 2010 prozradila Rihanna pro stanici MTV, že song je jejím nejoblíbenějším na desce.. Píseň byla hudebními kritiky přijata pozitivně. Robet Copsey ze servery Digital Spy napsal o písni, že je neuvěřitelně chytlavá a předpovídal jí úspěch díky svému textu o alkoholu a užívání si víkendu.

## Videoklip
Klip se natáčel během koncertu, který zpěvačka odehrála 5. srpna na Barbadosu. Video obsahuje i záběry ze zákulisí  a objevilo se v něm několik známých osobností v čele s Avril Lavigne nebo Kanye Westem.

## Hitparáda
| Země           | Umístění |
| -------------- | -------- |
| Kanada         | 6        |
| Česko          | 50       |
| Austrálie      | 6        |
| Irsko          | 16       |
| Francie        | 64       |
| Velká Británie | 15       |
| USA            | 7        |
| Slovensko      | 17       |
| Švýcarsko      | 66       |